# Rolf Gardiner
Henry Rolf Gardiner, né le 5 novembre 1902 à Fulham et mort le 26 novembre 1971, est un agriculteur anglais partisan du « réveil des campagnes » qui a fondé des groupes pratiquant l'agriculture biologique et aidé à redonner vigueur aux danses traditionnelles des campagnes anglaises (dont la danse des Morris et la danse des épées). Il a organisé des camps d'été dans le but de transcender les classes sociales, en participant par exemple ensemble aux moissons. Ses méthodes écologiques de culture forestière étaient en avance pour son époque. Il est le fondateur de la Soil Association, opposée à l'agriculture intensive.

## Formation
Rolf Gardiner naît à Fulham, fils de l'égyptologue Alan Gardiner et de son épouse autrichienne Hedwig, née von Rosen. Il est le frère de Margaret Gardiner, mécène et militante de gauche. Rolf Gardiner est éduqué à l'école de Westdowns en Cornouailles à partir de 1913, puis à la Rugby School, et ensuite à la Bedales School,. Il poursuit ses études au St John's College de Cambridge, où il est membre du groupe de jeunesse Kibbo Kift.
C'est déjà un meneur de par son caractère et il s'occupe d'échanges culturels pendant les vacances universitaires entre l'Angleterre et l'Allemagne. Il est fortement influencé par la lecture de D. H. Lawrence dans les années 1920 ; et il lui rend visite en Suisse en 1928. Gardiner est considéré comme son premier véritable « disciple ». Par sa sœur, il devient aussi ami de W. H. Auden.
Il s'intéresse beaucoup à cette époque à la danse folklorique anglaise ; il convainc Mary Neal, spécialiste de la Morris dance, que cette danse est essentiellement masculine, et il fonde le Travelling Morrice en 1924, avec Arthur Heffer, et emmène une tournée de danseurs de danses traditionnelles anglaises en Allemagne en 1922, et en 1923 il rencontre quelques danseurs survivants alors qu'il marchait dans les Cotswolds avec le poète Christopher Scaife,,. Cependant Gardiner n'est pas le fondateur du Morris Ring qui a vu le jour en 1934.

## Propriétaire terrien
Il prend à partir de 1927 l'exploitation de la Gore Farm dans le Dorset, ferme achetée en 1924 par son oncle Balfour Gardiner et entreprend  un programme d'exploitation forestière à grande échelle, après avoir reçu une formation à Dartington Hall, avec des conifères et des hêtres. 
Il épouse Mariabella Honor Hodgkin en 1932, fille de la designer de tissus irlandaise Florence Hodgkin. En 1933, « Marabel » et lui acquièrent le domaine de Springhead, près de Fontmell Magna, dans le Dorset. Leur fils John Eliot Gardiner, futur chef d'orchestre, naît en 1943. Ils ont aussi une fille prénommée Rosalind. Rolf Gardiner se fait reconnaître dans la bonne société du Dorset et devient membre du Dorset County Council entre 1937 et 1946, High Sheriff du Dorset en 1967 et 1968, président de la Dorset Federation of Young Farmers Clubs en 1944–1946, président de la branche du Dorset du conseil de la Protection de l'Angleterre rurale entre 1957 et 1972, ainsi que dans divers comités ruraux important. 
Rolf et Marabel Gardiner développent le « Springhead Ring », réseau dont le domaine d'action concerne la musique, le théâtre et l'artisanat, tout en s'occupant de leur exploitation agricole et forestière,. L'écrivain rural John Stewart Collis passe une année après la Seconde Guerre mondiale à travailler pour Gardiner, éclaircissant un bois de frênes de 14 acres du domaine ; il s'en inspire pour l'écriture de son livre publié en 1947 Down to Earth.
Rolf Gardiner est membre fondateur de la Soil Association et applique les principes de l'agriculture biologique pour sa ferme et l'exploitation forestière. La famille possède aussi une exploitation de théiers dans le Nyasaland, connue comme le Nchima Tea & Tung Estate, dont Gardiner devient président. Dans les années 1950, Gardiner s'implique pour la préservation du substrat et du sous-sol en lien avec les autorités coloniales. Il écrit à propos de l'érosion au Nyasaland et en Ouganda depuis les années  1930, dans les colonnes du New English Weekly. Le domaine devient le Springhead Trust en 1962.

## Convictions politiques
Il écrivait pour le magazine Youth à partir de 1923, lorsqu'il était encore étudiant. Ce magazine fondé en 1920 était de gauche et soutenait le socialisme de guilde. À l'époque de Gardiner, il prend une orientation internationale et germanophile, tandis que lui-même s'intéresse au crédit social. Il publie aussi des articles de John Hargrave avec qui il avait été associé au Kibbo Kift. Après sa séparation du Woodcraft Folk (fondé en 1925), le Kibbo Kift est dans une période transitoire, en marche vers le Social Credit Party of Great Britain and Northern Ireland (les chemises vertes).
L'on a suggéré que Gardiner aurait changé d'idées tournant le dos au socialisme de guilde et au crédit social, qui étaient courants dans le cercle d'A. R. Orage, et qu'il se serait tourné vers une sorte de fraternité masculine par son engagement dans le réveil folklorique (« folk revival »). Ses vues concernant la musique folklorique et la danse folklorique ont été qualifiées de « fondamentalistes »
, par ses détracteurs, mais en réalité il préférait former de petits groupes plutôt que de s'intéresser à des organisations politiques et a toujours rejeté les appels du pied des membres du parti de Mosley, qui gagnait alors du terrain dans les campagnes, en réponse aux effets de la dépression et des impôts sur l'agriculture.
Plus tard, Gardiner rompt avec Hargrave, que Lawrence désapprouvait En 1929, Gardiner écrit avec l'accord du Times Literary Supplement dans ce journal à propos du Jugendbewegung (Mouvement de jeunesse allemand) et de son approche anti-science. Il débat de ce thème en 1934 avec Leslie Paul, dans les pages de The Adelphi.
Ses opinions évoluent d'une croyance envers la valeur honnête du travail vers le lien entre appartenance et identité puis vers la relation entre santé du sol, des animaux, des cultures et des gens.
Il était membre de guildes, comme l'English Mistery, puis l'English Array, formées en 1936. Il écrivait dans la Quarterly Gazette de l'English Array, faisant l'apologie du « leadership » allemand en Europe centrale. Plus tard, il écrit pour la revue New Pioneer lancée en décembre 1938 par Lord Lymington et John Beckett, avec une approche favorable à l'Allemagne.
Après la Seconde Guerre mondiale, il entre en lien avec Richard Walther Darré, ancien ministre de l'alimentation et de l'agriculture du Troisième Reich qui voulait aussi rapprocher l'homme de la terre.

## Éleveur
En 1941, devenu en plus éleveur de bovins, il forme avec H. J. Massingham et Lord Lymington le Kinship in Husbandry (Parenté dans l'élevage), groupe d'une douzaine d'hommes s'intéressant à l'écologie et au réveil rural, précurseur de l'organisation de la Soil Association, fondée en 1946. Les premiers membres sont Adrian Bell, Edmund Blunden, Arthur Bryant, J. E. Hosking, Douglas Kennedy, Philip Mairet, Lord Northbourne, Robert Payne et C. Henry Warren,. Ce groupe se rencontre d'abord à Oxford dans le logement d'Edmund Blunden au Merton College, en septembre 1941. Ils s'inspirent d'experts en agriculture comme : Albert Howard, Robert McCarrison, George Stapledon et G. T. Wrench:3. Parmi ses membres on compte aussi Laurence Easterbrook et Jorian Jenks. Cela a influencé la pensée de la Rural Reconstruction Association fondée en 1935 par Montague Fordham et la Biodynamic Association.

## Publications
- The Second Coming and Other Poems, 1919–1921 (Vienne 1921)
- Britain and Germany. A Frank Discussion instigated by Members of the Younger Generation (1928) avec Heinz Rocholl
- World Without End: British politics and the younger generation (1932)
- England Herself: Ventures in Rural Restoration (1943)
- Love and Memory: a garland of poems (1960)
- Europe awaits British Ecological Leadership (1972)
- Andrew Best (éd.), Water Springing from the Ground: an anthology of the writings of Rolf Gardiner (1972)

## Hommage posthume
Gardiner contribuait régulièrement au courrier des lecteurs du Times. En 2008, il est mentionné dans une recension du livre Youth Culture in Modern Britain, c1920 to c1970 par David Fowler de Clare Hall, de Cambridge, qui fait la louange de « personnes comme Gardiner » qui furent de « véritables pop stars culturelles subversives, avant même l'existence du mouvement pop. Concernant l'influence qu'il a eue sur la jeunesse britannique en lui donnant le sens de l'identité, il ne fait aucun doute que [Gardiner] est tout aussi important que Mick Jagger ».